# Lazníčky
Lazníčky är en ort i Tjeckien.   Den ligger i regionen Olomouc, i den östra delen av landet, 230 km öster om huvudstaden Prag. Lazníčky ligger 307 meter över havet och antalet invånare är 183.
Terrängen runt Lazníčky är platt åt sydväst, men åt nordost är den kuperad.Runt Lazníčky är det ganska tätbefolkat, med 72 invånare per kvadratkilometer. Närmaste större samhälle är Olomouc, 16,0 km väster om Lazníčky. Trakten runt Lazníčky består till största delen av jordbruksmark.